# Hyskeir
Hyskeir (o Heyskeir, Òigh-sgeir en gaélico escocés) es un islote que forma parte del grupo de las Small Isles, pertenecientes al archipiélago de las Hébridas Interiores, en Escocia. Hyskeir se sitúa en el mar de las Hébridas y forma parte del Council area de Highlands. Las islas están deshabitadas.